# Solana
|  | Per a altres significats, vegeu «Solana (desambiguació)». |

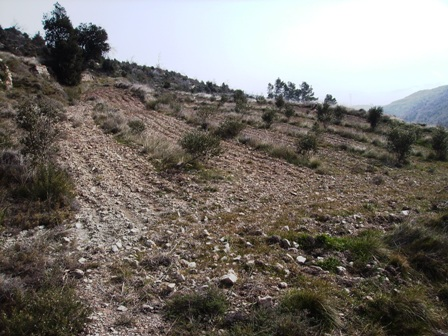
Solana amb oliveres a la Serra de Castelltallat

La solana, solà o solell, és la part d'un terreny, normalment muntanyós (orientada al sud a l'hemisferi nord) on hi toca molt el sol.

## Solanes i obagues
En latituds mitjanes, les valls estretes i profundes només reben els raigs solars al migdia. A l'hivern poden quedar a l'ombra completament durant setmanes. Els contrastos tèrmics entre vessants són importants quan els relleus estan orientats d'est a oest. Els vessants que miren cap als pols són força menys assolellats que aquells que ho fan cap l'equador. Les solanes reben més energia solar, són més càlides i sovint cultivades i habitades pels homes. El contrast solana/obaga és molt visible en regions muntanyoses assolellades.

### Angle d'incidència dels raigs solars
L'angle d'incidència dels raigs del sol varia amb l'exposició i les estacions. Al migdia, els raigs solars tenen una inclinació al voltant dels 55° i una solana, amb un pendent de 35°, rep una radiació en vertical, mentre que a l'obac, amb un pendent equivalent, l'angle només és de 20°. La quantitat d'energia per unitat de superfície és, doncs, clarament més feble en el segon cas, ja que la reflexió augmenta quan l'angle d'incidència disminueix. En aquestes condicions, l'energia rebuda per unitat de superfície varia en un ventall d'1 a 10 entre els dos vessants. De tota manera, la mescla de l'aire atenua en gran manera els contrastos tèrmics que en deriven.

## Vegetació de la solana
L'orientació solana és la més càlida i lluminosa, la preferida per a mantenir els conreus, principalment els típics mediterranis: vinya, olivera, ametller, ja que totes són espècies amb grans necessitats de llum i que poden suportar les condicions de més sequedat del terreny contraposades a les de l'obaga, que són més ombrívoles i relativament més humides.
L'orientació més càlida i lluminosa en l'hemisferi nord és la sud-oest.
En ambients mediterranis, les parts solanes són més pobres en vegetació natural, tot i que la flora pot ser molt abundant en espècies heliòfiles, com ho són quasi totes les labiades i moltes de la família de les compostes o Asteraceae i orquidàcies. El pi blanc (Pinus halepensis) domina en les solanes fins a uns 1.000 metres d'altitud.
En les solanes situades en clima mediterrani amb pendent superior al 10% hi ha molta erosió, provocada principalment per les tempestes i especialment les de principi d'estiu i la tardor que es produeixen amb la terra molt seca i fàcil d'arrossegar. Molt sovint per aquest motiu la fondària de terra en un solell és molt menor que en una obaga i a vegades queda visible la roca mare. Per aquest motiu, juntament amb el de la menor acumulació d'humitat i més gran evaporació, la vegetació pot tenir un percentatge de recobriment del sòl molt escàs.
En la gestió agrícola de les solanes conreades és aconsellable adoptar les tècniques de mínim conreu i incrementar la matèria orgànica que ajuda a retenir aigua i evita en certa manera l'erosió.